# Pyrenacantha scandens
Pyrenacantha scandens är en tvåhjärtbladig växtart som beskrevs av Jules Émile Planchon och William Henry Harvey. Pyrenacantha scandens ingår i släktet Pyrenacantha och familjen Icacinaceae. Inga underarter finns listade i Catalogue of Life.